# منتخب نيجيريا لكأس ديفيز
منتخب نيجيريا لكأس ديفيز (بالإنجليزية: Nigeria Davis Cup team)‏ هو ممثل نيجيريا الرسمي في كرة المضرب في كأس ديفيز.